# Rave Un2 the Joy Fantastic
| Оценки критиков               | Оценки критиков |
| Источник                      | Оценка          |
| ----------------------------- | --------------- |
| AllMusic                      | [ 2 ]           |
| The A.V. Club                 | (положительно)  |
| Entertainment Weekly          | B−              |
| NME                           | (2/10)          |
| Q                             | [ 6 ]           |
| Robert Christgau              | [ 7 ]           |
| Rolling Stone                 | [ 8 ]           |
| The Rolling Stone Album Guide | [ 9 ]           |
| Village Voice                 | (смешанно)      |
| Yahoo! Music                  | (положительно)  |

Rave Un2 the Joy Fantastic — двадцать третий студийный альбом американского певца Принса, выпущенный 9 ноября 1999 года на лейблах NPG Records и Arista Records. Диск получил разнонаправленные отзывы музыкальной критики и интернет-изданий. Rave Un2 the Joy Fantastic достиг пятого места в чарте Канады и позиции № 18 в американском чарте Billboard 200. Альбом получил золотой статус в США (более 500000 копий).

## Об альбоме
В записи альбома участвовали такие звёзды как Гвен Стефани и Шерил Кроу, а также певицы Ив и Ани Дифранко. Rave Un2 the Joy Fantastic получил умеренные отзывы музыкальных критиков и интернет-изданий.
В канун Нового 2000 года был отыгран специальный концерт при участии Ленни Кравица, The Time и участников группы Sly and the Family Stone, получивший название Rave Un2 the Year 2000.
В 2001 году вышел альбом ремиксов Rave In2 the Joy Fantastic, распространявшийся через фан-клуб. В апреле 2019 года оба альбома и концерт Rave Un2 the Year 2000 были выпущены в форматах 2CD+DVD и на виниле под названием «Ultimate Rave».

## Список композиций
Все песни написаны Принсом, кроме трека #9, написанного Шерил Кроу, Jeff Trott и Brian McLeod.
1. «Rave Un2 the Joy Fantastic» — 4:18
2. «Undisputed» (вместе с Chuck D) — 4:19
3. «The Greatest Romance Ever Sold» — 5:29
4. «Segue» — 0:04
5. «Hot Wit' U» (вместе с Ив) — 5:11
6. «Tangerine» — 1:30
7. «So Far, So Pleased» (вместе с Гвен Стефани) — 3:23
8. «The Sun, the Moon and Stars» — 5:15
9. «Everyday Is a Winding Road» (кавер-версия Шерил Кроу)[15] — 6:12
10. «Segue» — 0:18
11. «Man’O’War» — 5:14
12. «Baby Knows» вместе с Шерил Кроу — 3:18
13. «I Love U, but I Don’t Trust U Anymore» (вместе с Ани Дифранко) — 3:33
14. «Silly Game» — 3:29
15. «Strange but True» — 4:12
16. «Wherever U Go, Whatever U Do» — 3:15
17. «Segue» — 0:43 (скрытый трек)
18. «Prettyman» — 4:23 (скрытый трек)

## Участники записи
- Принс — вокал и инструменты
- Mike Scott — гитара (на треке № 3)
- Ани Дифранко — акустическая гитара (13)
- Rhonda Smith — акустическая бас-гитара (6), бас-гитара (7)
- Kirk Johnson — ударные (7), перкуссия (11)
- Michael Bland — ударные (12)
- Kenni Holmen — саксофон (5)
- Kathy Jensen — саксофон (5)
- Maceo Parker — саксофон (18)
- Steve Strand — труба (5)
- Dave Jensen — труба (5)
- Michael B. Nelson — тромбон (5)
- Гвен Стефани — вокал (7)
- Шерил Кроу — вокал и гармоника (12)
- Marva King — бэк-вокал (7)
- Larry Graham — бэк-вокал (9)
- DuJuan Blackshire — бэк-вокал (9)
- Johnnie Blackshire — бэк-вокал (9)
- Kip Blackshire — вокодер-вокал (2, 9)
- Chuck D — реп (2)
- Ив — реп (5)
- Bros. Jules — scratches (2, 18)
- Clare Fischer — оркестровка (8, 10, 14)[16]

## Чарты
| Чарт (1999)                            | Высшая позиция |
| -------------------------------------- | -------------- |
| Австрия (Ö3 Austria)                   | 44             |
| Бельгия/Валлония (Ultratop)            | 30             |
| Канада (RPM Top Albums/CDs)            | 5              |
| Нидерланды (Album Top 100)             | 17             |
| Франция (SNEP)                         | 37             |
| Германия (Offizielle Top 100)          | 39             |
| Норвегия (VG-lista)                    | 37             |
| Швеция (Sverigetopplistan)             | 49             |
| Швейцария (Schweizer Hitparade)        | 19             |
| США (Billboard 200)                    | 18             |
| США (Billboard Top R&B/Hip-Hop Albums) | 8              |

## Сертификации
| Регион | Сертификация | Продажи  |
| --- | ------------ | -------- |
| США (RIAA) | Золотой      | 500 000^ |
| * Данные о продажах приведены только на основе сертификации. ^ Данные о тиражах приведены только на основе сертификации. |              |          |